# AMULET
Gli AMULET sono una famiglia di microprocessori basati su architettura ARM. I processori furono sviluppati dal gruppo Advanced Processor Technologies dell'University of Manchester. I processori AMULET si differenziano dalle altre implementazioni ARM per essere gli unici asincroni. I processori non utilizzano un segnale di clock comune per sincronizzare le varie unità interne.

## Processori AMULET
- AMULET1 - Progettato nel 1990 e prodotto per la prima volta nel 1993. Forniva circa il 70% delle prestazioni di processori ARM6 a 20 MHz.
- AMULET2 - Re-implementazione dell'AMULET1, prodotto nel 1996. Il processore era dotato di una memoria interna che poteva essere utilizzata come cache interna o come una memoria mappata dal processore. Il gruppo di lavoro valutò le prestazioni del processore equivalenti a quelle di un'ARM8. Una caratteristica molto interessante del progetto è che essendo il processore asincrono quando non veniva utilizzato il consumo scendeva fino a 3 μW (supponendo di disabilitare anche il rinfresco della memoria RAM)
- AMULET3 - Architettura ridisegnata rispetto ai precedenti processori per ottenere alte prestazioni e bassa dissipazione. Prodotto nel 2000 il processore era compatibile con il set di istruzioni ARM 4 e supportava la modalità Thumb (come l'ARM9TM). Le prestazioni e la dissipazione era simile a quella di un'ARM9 fabbricato con la stessa tecnologia. L'AMULET3 venne utilizzato nel prototipo commerciale di dispositivi DECT per le sue basse emissione elettromagnetiche. Non è stato prodotto per motivazioni commerciali.